# 安德尔河畔维勒迪约
安德尔河畔维勒迪约（法語：Villedieu-sur-Indre，發音：[vildjø syʁ ɛ̃dʁ] ⓘ），法国中部城市，中央-卢瓦尔河谷大区安德尔省的一个市镇，隶属于沙托鲁区，其市镇面积为57.77平方公里，2022年1月1日时人口数量为2,615人，在法国市镇中排名第4,250位（2022年）。
安德尔河畔维勒迪约位于安德尔省中部，安德尔河畔，是一个区域性的中心城市，多条公路在此交汇。

## 地名来源
“Villedieu”一名的来源及含义尚缺乏官方解释。法国大革命期间，该地曾被更名为“	Vérité”；而在十九世纪初，该名称曾被拼写为“Ville-Dieu”。“-sur-Indre”这一后缀自1890年起成为当地官方名称的一部分。

## 历史

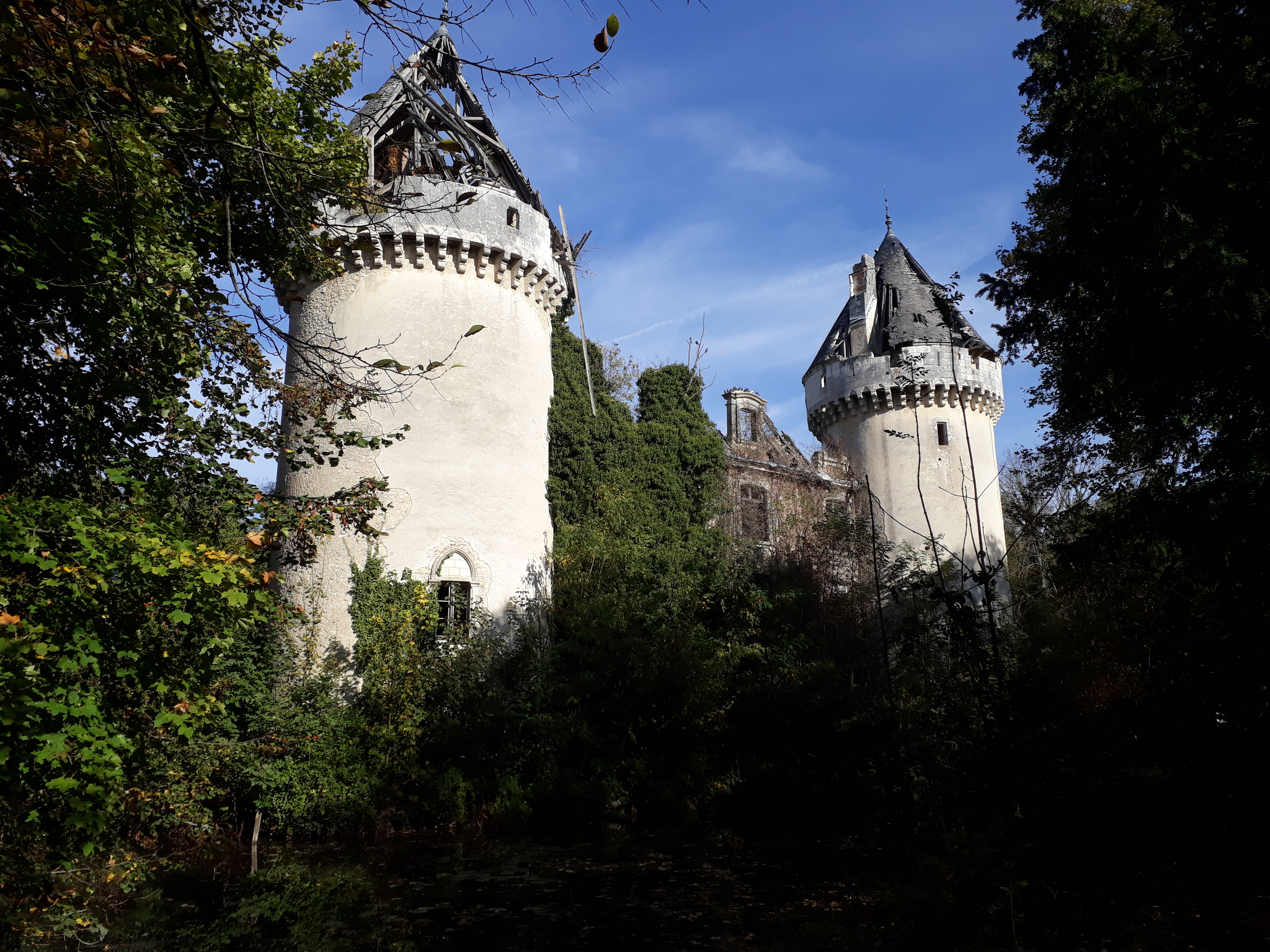
荒废的城堡（2017年）

安德尔河畔维勒迪约的早期历史尚不清楚，当地曾挖掘出古罗马时期的人类活动遗迹。根据《中西部共和国》一篇文章的论述，安德尔河畔维勒迪约可能始建于公元五世纪，彼时一名来自卡奥尔的天主教圣人在安德尔河右岸兴建了一处修道院，其附近逐渐形成聚落。维勒迪约镇中心的圣塞巴斯蒂安教堂和附近的城堡均于公元十一世纪建成。法国大革命后，维勒迪约成为安德尔省的一个市镇。1823年，尚邦（Chambon）和默安（Mehun）两个市镇整体并入维勒迪约。十九世纪时，圣塞巴斯蒂安教堂得到翻新维护。二战后，安德尔河畔维勒迪约城堡长期出入废弃状态，后于2023年初被当地市政府购得。

## 地理

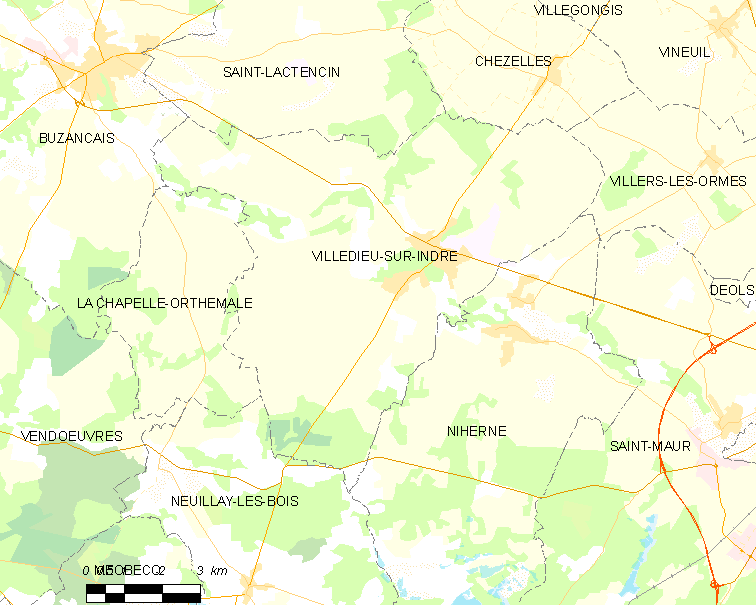
安德尔河畔维勒迪约市镇范围地图

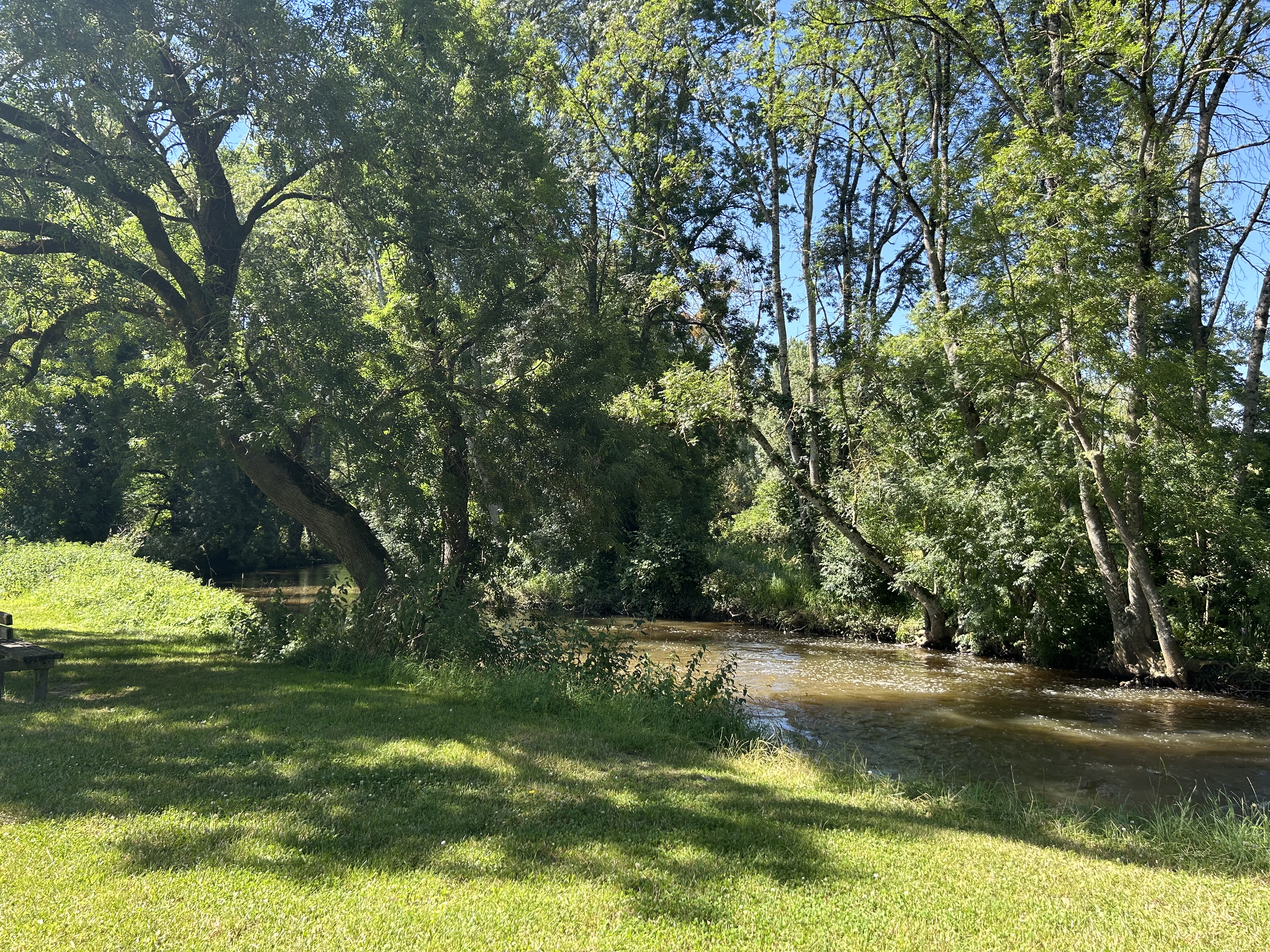
安德尔河畔维勒迪约境内的安德尔河

安德尔河畔维勒迪约位于法国中部略偏西，中央-卢瓦尔河谷大区南部和安德尔省中部，距离省会沙托鲁大约13公里。与安德尔河畔维勒迪约接壤的市镇包括：比藏赛、拉沙佩勒奥特马勒、舍泽勒、讷耶莱布瓦、尼耶讷、圣拉克唐桑和圣莫尔。

### 地形
安德尔河畔维勒迪约位于贝里平原西部腹地，境内以平原和缓丘为主，市镇中心位于一处河谷地带，地势自河道向两侧有所抬升，全境海拔在110到163米之间。

### 水文
安德尔河自东南向西北流经安德尔河畔维勒迪约镇中心西南侧，其右岸支流特雷贡斯河自东北向西南流经镇中心并在此与其交汇。

### 植被
安德尔河畔维勒迪约属于温带阔叶混交林区，林地广泛分布于河流附近以及部分坡地地带，其中安德尔河畔为维勒迪约草原（Prairie de Villedieu），市区北部有维勒迪约树林（Bois de Villedieu）、贝扎尔树林（Bois Bézard）和莫雷树林（Bois Moret）分布。
在鲜花城市的评比中，安德尔河畔维勒迪约被评为2星级鲜花城市。

### 自然灾害
安德尔河畔维勒迪约的地震危险度等级为2级，属于低危险；氡辐射等级为1级，属于低危险。1982至2025年1月间，安德尔河畔维勒迪约境内共发生6次有记录的自然灾害，其中3次洪涝，1次干旱。

### 气候
安德尔河畔维勒迪约在柯本气候分类法中属于温带海洋性气候（Cfb）。

## 行政区划
安德尔河畔维勒迪约的市镇编号为36241，邮政编号为36320。
在行政管理方面，安德尔河畔维勒迪约隶属于法国中央-卢瓦尔河谷大区安德尔省沙托鲁区；在地方选举方面，安德尔河畔维勒迪约隶属于比藏赛县，其市镇范围全境被划入安德尔省第一选区；在社会管理方面，安德尔河畔维勒迪约是安德尔河谷-布雷讷市镇公共社区的组成部分。
截至2025年3月，安德尔河畔维勒迪约市镇范围内暂无任何安全优先街区及城市政策优先街区。
法国国家统计与经济研究所（简称“INSEE”）在进行数据统计时，将安德尔河畔维勒迪约市镇单独设为安德尔河畔维勒迪约城市核心区（Unité urbaine de Villedieu-sur-Indre），并将包括安德尔河畔维勒迪约在内的周边共71个市镇划为沙托鲁城市辐射区。此外，INSEE还将安德尔河畔维勒迪约市镇整体看作一个“块区”（IRIS），以便于统计人口分布情况。

## 交通

### 公路
安德尔省省道D27线、D64E线、D67线、D76线、D925线和D943线在安德尔河畔维勒迪约境内交汇。中央-卢瓦尔河谷大区城际客运（商业名称为“Rémi”）城际客运800线经停安德尔河畔维勒迪约，可通往图尔和沙托鲁。
2021年，74.9%的安德尔河畔维勒迪约家庭拥有至少一辆私人汽车。2023年，安德尔河畔维勒迪约境内共发生各类交通事故1起，造成1人遇难。
| 13 | 8 |

| 沙托鲁 | 14 |

| 比藏赛 | 10 |

| 布里永 | 20 |

### 铁路

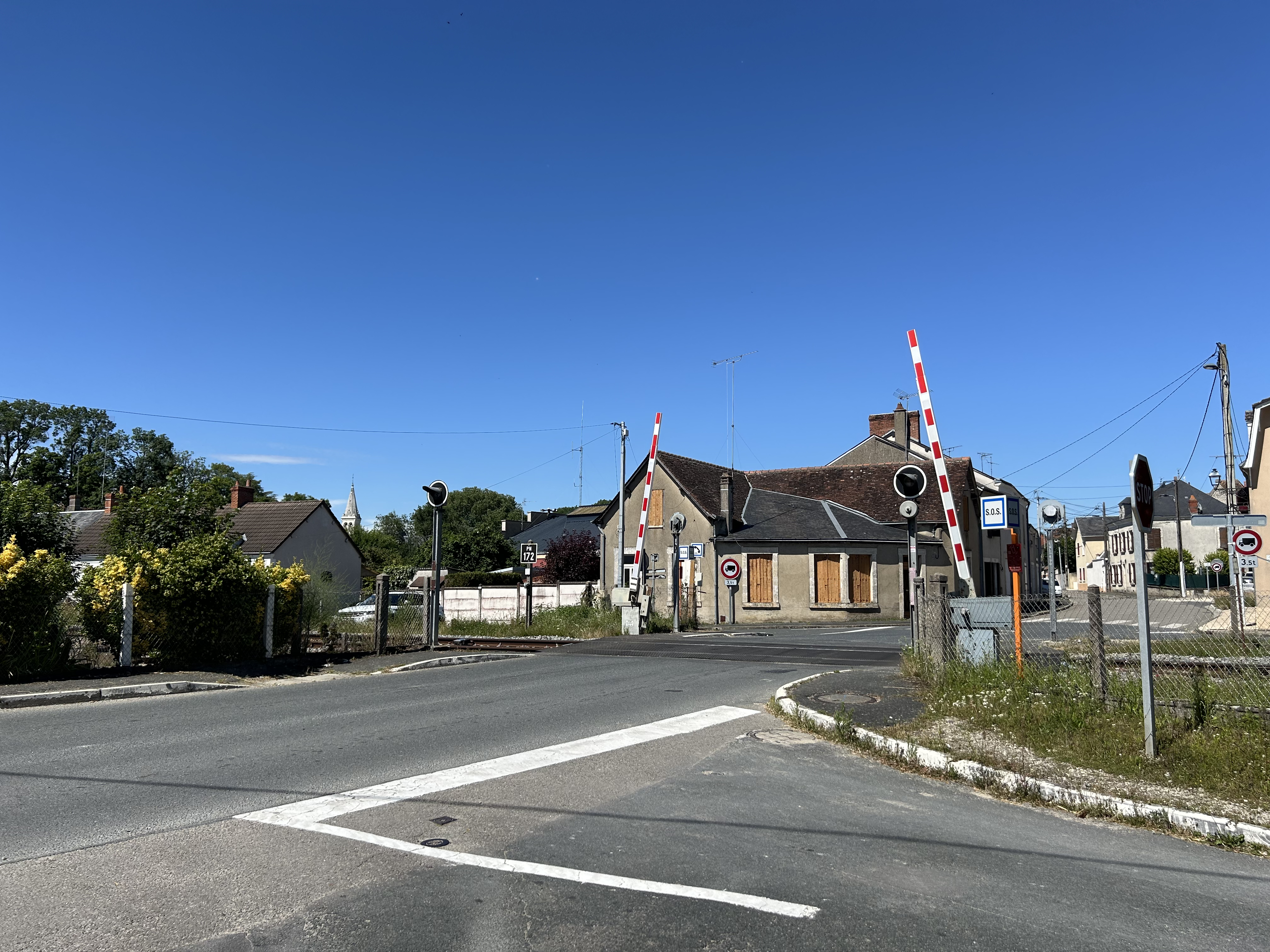
安德尔河畔维勒迪约境内的铁路平交道口

安德尔河畔维勒迪约位于茹埃莱图尔—沙托鲁铁路上，该铁路已于1969年起关闭客运服务。
距离安德尔河畔维勒迪约最近的运营中的客运铁路车站为14公里外的沙托鲁站，该站停靠往返于巴黎和图卢兹之间的城际列车，以及前往奥尔良和利摩日两个方向的区域列车。

### 航空
安德尔河畔维勒迪约距离沙托鲁机场的公路里程大约17公里。

### 城市公共交通
截至2025年3月，安德尔河畔维勒迪约暂无城市公共交通系统。

## 政治

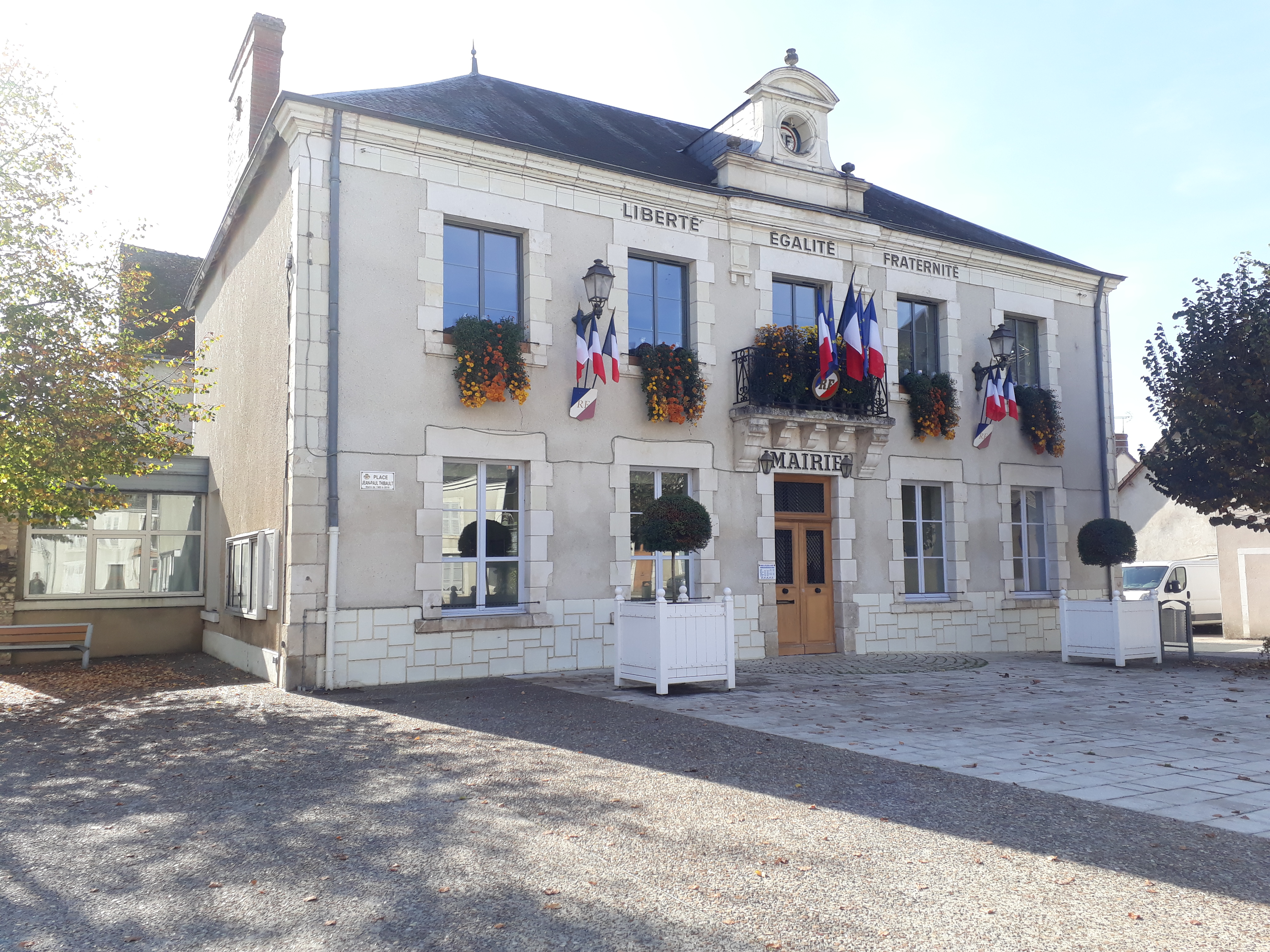
安德尔河畔维勒迪约市政厅

安德尔河畔维勒迪约的现任市长为格扎维埃·埃勒巴兹先生（Xavier ELBAZ），他是一名右翼无党派人士，在2020年的市政选举中获得了53.74%的支持率。
在2022年的法国总统大选的第二轮选举中，法国极右翼政党国民阵线主席玛丽娜·勒庞在安德尔河畔维勒迪约获得了54.25%的支持率。

## 人口
2022年，安德尔河畔维勒迪约市镇人口数量为2,615，在法国排名第4,250位。其中男性1,269人，女性1,378人，75岁及以上人口占10.9%，外籍人口数量为43人，人口密度为45人/平方公里，当地居民被称为（男性）或（女性）。2015至2021年间，安德尔河畔维勒迪约的人口增长率为–0.6%。2022年，安德尔河畔维勒迪约境内出生18人，死亡人口46人。
| 安德尔河畔维勒迪约1901年－2022年人口变化情况 |
|                                              |
| 数据来源：Cassini、INSEE                     |

## 经济
安德尔河畔维勒迪约是一个区域性的中心城市。INSEE于2020年将安德尔河畔维勒迪约划入沙托鲁就业区（Zone d'emploi de Châteauroux），并又于2022年将其划入比藏赛生活区（Bassin de vie de Buzançais）。截至2025年2月，安德尔河畔维勒迪约市镇范围内共有各类用人单位（包含自雇）455家，比上一年同期新增26家； （纺织品销售）、（公路货运）及（电气安装）是当地2022年已公布营业额最高的三个企业，分别为10,714,816欧元、6,974,080欧元和1,611,228欧元。

## 财政与居民收入
2023年，安德尔河畔维勒迪约的财政收入总额为3,108,920欧元，财政支出总额为2,337,910欧元，当年的债务总额为1,287,110欧元。2023年，安德尔河畔维勒迪约市镇通过增值税获得174,070欧元的收入，此外当地还共获得了179,010欧元的国家直接财政补助。
| 安德尔河畔维勒迪约居民收入情况                   | 安德尔河畔维勒迪约居民收入情况 | 安德尔河畔维勒迪约居民收入情况 | 安德尔河畔维勒迪约居民收入情况 |
| 内容                                             | 安德尔河畔维勒迪约             | 安德尔省                       | 法國                           |
| ------------------------------------------------ | ------------------------------ | ------------------------------ | ------------------------------ |
| 居民平均时薪                                     | 13.8欧元（2022年）             | 13.8欧元（2022年）             | 17欧元（2022年）               |
| 高级职员人均时薪                                 | 23.5欧元（2022年）             | 23.8欧元（2022年）             | 29.1欧元（2022年）             |
| 中级职员人均时薪                                 | 15.9欧元（2022年）             | 15.4欧元（2022年）             | 16.6欧元（2022年）             |
| 普通职员人均时薪                                 | 11.3欧元（2022年）             | 11.5欧元（2022年）             | 12.1欧元（2022年）             |
| 工人人均时薪                                     | 12.1欧元（2022年）             | 12.1欧元（2022年）             | 12.5欧元（2022年）             |
| 贫困率                                           | 12%（2021年）                  | 15.4%（2021年）                | 14.5%（2021年）                |
| 青壮年（15至64岁）失业率                         | 7.5%（2021年）                 | 11.6%（2021年）                | 10.4%（2021年）                |
| 家庭总数                                         | 1,194（2022年）                | 414（2022年）                  | 1,160（2022年）                |
| 征税家庭数量占比                                 | 39.4%（2023年）                | 45.1%（2022年）                | 44.8%（2022年）                |
| 家庭年均纳税                                     | 1,849欧元（2023年）            | 2,100欧元（2022年）            | 4,481欧元（2022年）            |
| 资料来源：INSEE、L'Internaute、Le Journal du Net |                                |                                |                                |

## 社会事务

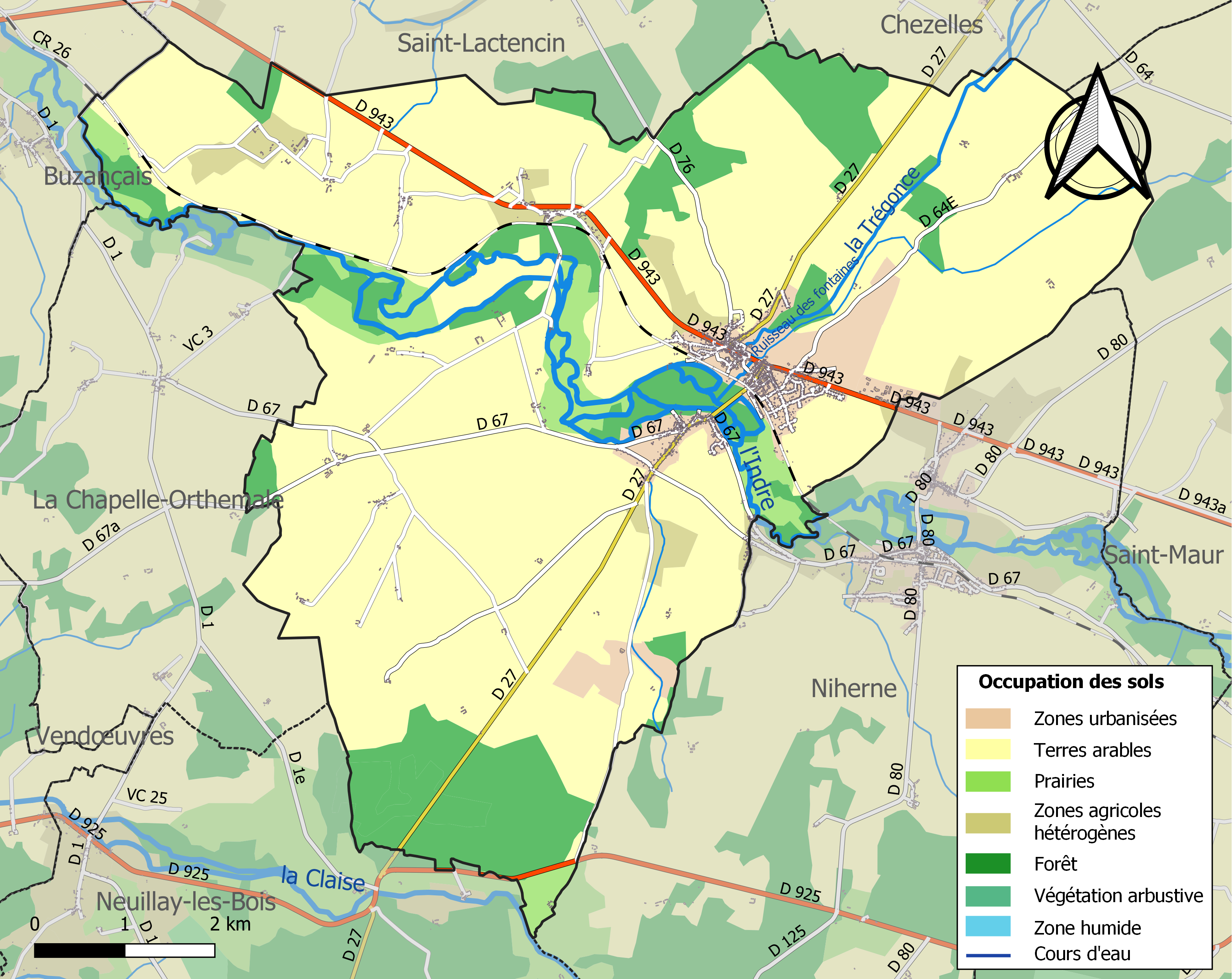
安德尔河畔维勒迪约土地利用情况地图

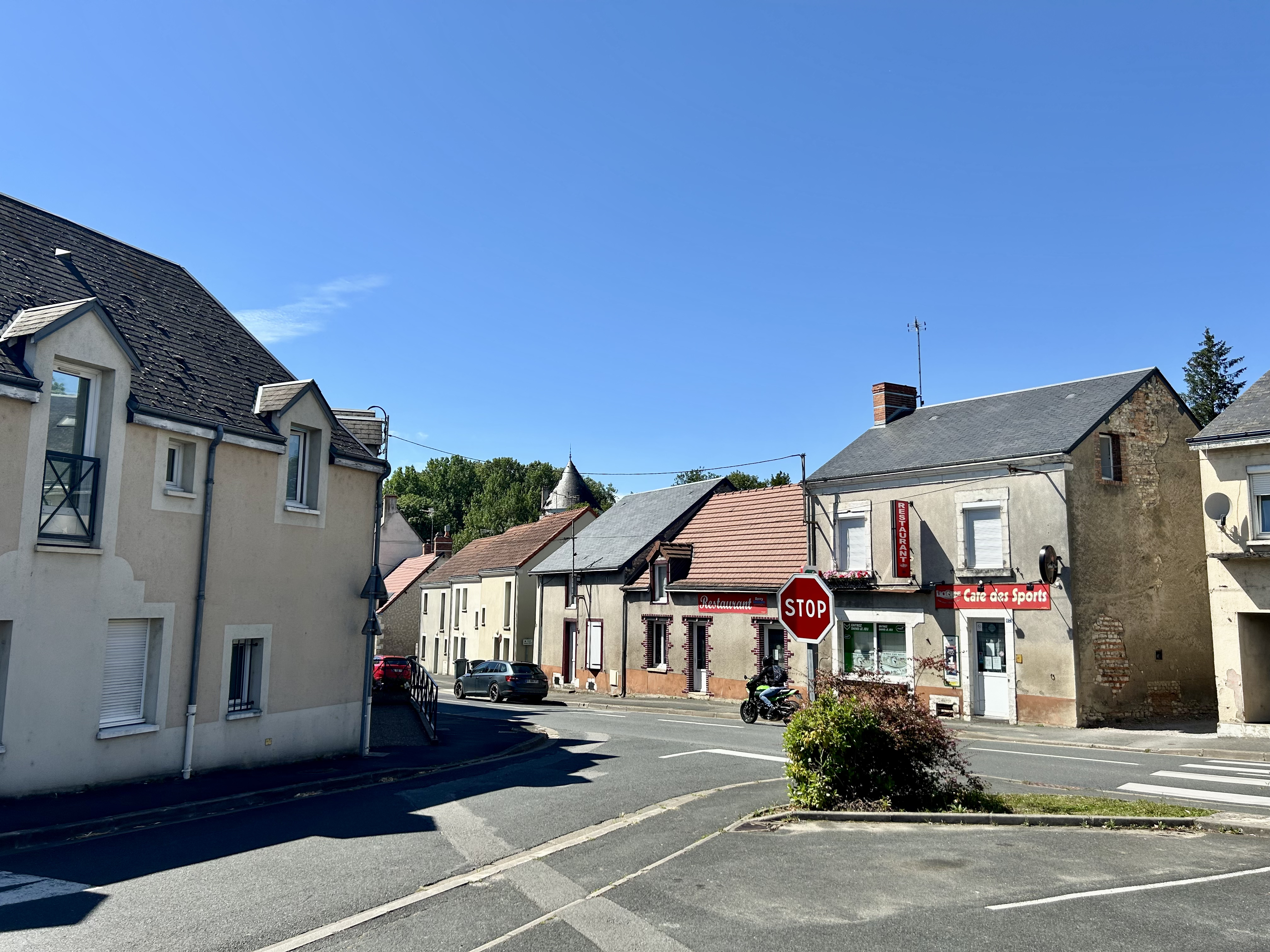
法属北非战士街口

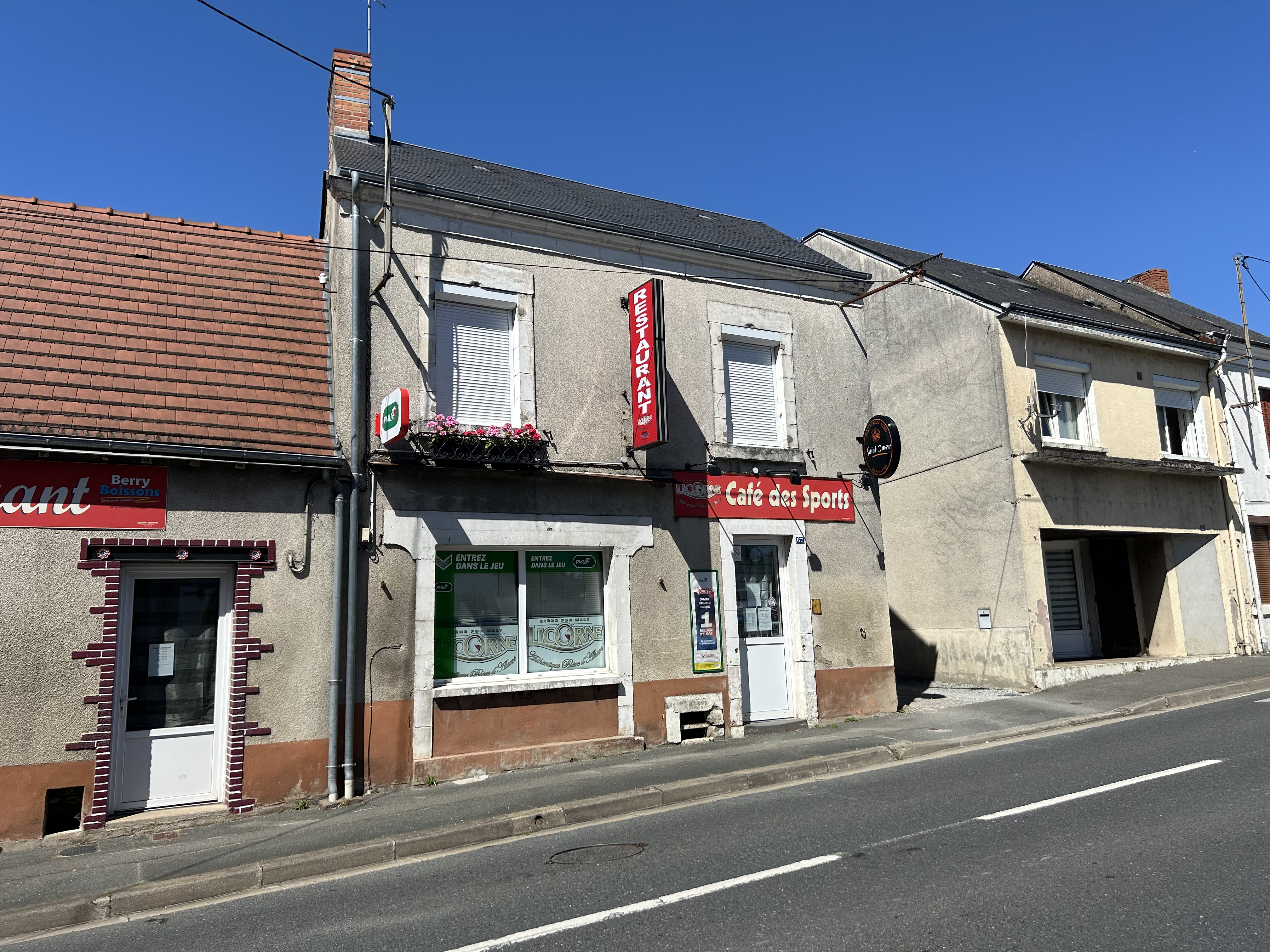
咖啡馆

### 教育
安德尔河畔维勒迪约属于奥尔良-图尔学区。截至2023年1月1日，安德尔河畔维勒迪约境内共有1所幼儿园和2所小学。

### 医疗
截至2023年1月1日，安德尔河畔维勒迪约境内共有全科医生3名、保健师3名、牙医1名、护士3名、药房1家、养老院1家。
距离安德尔河畔维勒迪约最近的区域性医疗机构为沙托鲁中心医院（Centre Hospitalier de Châteauroux），其主病区医院位于沙托鲁市区南部，距离安德尔河畔维勒迪约市区的正常车程大约19分钟，该院设有床位755个，是安德尔省规模最大的公立综合性医院。

### 住房
2021年，安德尔河畔维勒迪约境内共有各类住房1,435套，其中88.2%为独立式住宅，11.8%为集中式住宅。常住房屋占安德尔河畔维勒迪约市镇范围内居民建筑总量的85.4%。2023年，安德尔河畔维勒迪约的居住税率为22.31%，不动产税率为42.09%（其中空置土地的不动产税率为57.14%）。
在住房保障政策方面，2023年，安德尔河畔维勒迪约境内共有450户家庭获得了家庭津贴补助，受益人数占总人口数量的17.2%，其中130份为房租补助。

### 商业
2021年，安德尔河畔维勒迪约境内共有各类实体商铺53家，其中餐厅1家、杂货店1家、面包房3家、肉铺1家、美容美发店3家、汽车维修店5家。

### 体育
2023年，安德尔河畔维勒迪约境内共有1间体育馆、1处足球或橄榄球场以及1处高尔夫球场。
截至2025年2月，安德尔河畔维勒迪约境内共有四家注册足球俱乐部。维勒迪约体育会（US Villedieu，编号504895）是当地的代表性足球队，成立于1911年，其主队2024至2025赛季参加安德尔省足球联赛甲组（法国第十级别），其主场为吕西安·贝特洛球场（Stade Lucien Berthelot）。

### 环境
安德尔河畔维勒迪约的环境事务由其所属的安德尔河谷-布雷讷市镇公共社区联合各级政府协调负责。2021年，安德尔河畔维勒迪约境内暂无污染企业。

### 治安
2023年，安德尔河畔维勒迪约市镇范围内累计记录各类案件34起，其中盗窃类案件8起，人身侵犯类案件6起，无毒品交易类案件。

## 文化

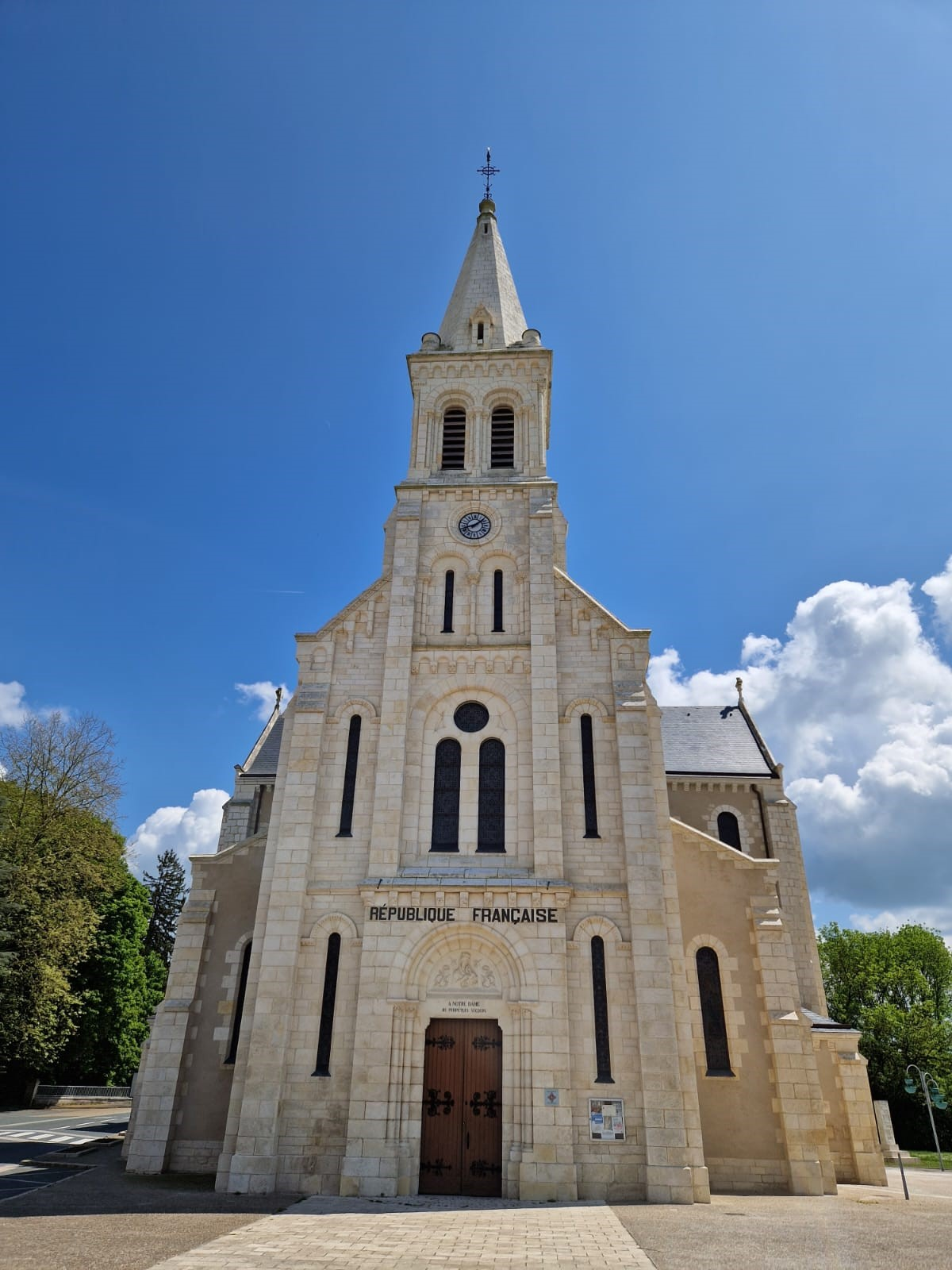
圣塞巴斯蒂安教堂

2021年，安德尔河畔维勒迪约境内暂无任何文化设施。安德尔河畔维勒迪约境内建有维克多·雨果多媒体中心（Médiathèque Victor Hugo），每周三、五、六向公众开放。

### 建筑
截至2025年3月，安德尔河畔维勒迪约境内共有1处建筑被列入法国国家文物保护单位，为镇中心的圣塞巴斯蒂安教堂。

### 旅游
安德尔河畔维勒迪约的旅游事务由其所属的安德尔河谷-布雷讷市镇公共社区联合各级政府协调负责。2024年，安德尔河畔维勒迪约境内暂无任何常规游客接待设施。

### 媒体
法国主要的媒体均可在安德尔河畔维勒迪约接收，法国电视三台下属的中央-卢瓦尔河谷大区频道在部分时段播出安德尔河畔维勒迪约所在安德尔省的地方新闻。《中西部新共和国报》、Ici贝里、伊苏丹贝里第一电视台等是当地主要的地方性媒体。

## 友好城市
截至2025年3月，安德尔河畔维勒迪约共与一座城市建立了友好城市关系：
- 義大利 蒙贝尔切利（2003年）